# Alfieri Maserati
Alfieri Maserati (ur. 23 września 1887 roku w Voghera, zm. 3 marca 1932 roku w Bolonii) – włoski kierowca wyścigowy i inżynier. Założyciel przedsiębiorstwa motoryzacyjnego Maserati.

## Kariera
W 1903 roku Alfieri wraz ze swoim bratem Bindo rozpoczął pracę w Isotta Fraschini w Mediolanie. Po kilku latach pracy został wysłany do Argentyny, po powrocie z której założył Società Anonima Officine Alfieri Maserati w Mediolanie. W czasie I wojny światowej firma zajęła się produkcją części wojskowych. Po wojnie przeniesiono siedzibę do Bolonii.
W latach 20. Włoch startował w wybranych wyścigach samochodowych. W 1921 roku ukończył na czwartej pozycji Grand Prix Gentlemen oraz Circuito di Mugello. Rok później odniósł swoje jedyne zwycięstwo - w wyścigu na torze Circuito di Mugello. Zmarł w 1932 roku w wyniku komplikacji po wypadku.